# Chris Savino
Christopher Mason "Chris" Savino (Royal Oak, 2 de outubro de 1971) é um ator, animador, diretor, produtor e roteirista estadunidense, conhecido por  trabalhar nas séries animadas Kick Buttowski: Um Projeto de Dublê e A Mansão Foster para Amigos Imaginários e criar a série animada The Loud House. Iniciou sua carreira na indústria de animação em 9 de abril de 1991 e trabalhou em diversos estúdios renomados, como Spümcø, Nickelodeon Animation Studios, Hanna-Barbera, Cartoon Network Studios e Disney Television Animation.
Em 17 de outubro de 2017, Savino foi demitido da Nickelodeon em meio a inúmeras denúncias de assédio sexual. O estúdio, porém, afirmou que sua série The Loud House continuará em produção, mesmo com a ausência de Savino.